# Château de Montferrand (Lozère)
Pour les articles homonymes, voir Château de Montferrand.
Le château de Montferrand est un château situé au-dessus du village homonyme, sur la commune de Banassac en Lozère, en France. Il est aujourd'hui en ruines mais reste cependant facilement accessible.

## Situation
Le château est situé sur la commune de Banassac, en Lozère, surplombant la vallée du Lot et le plan d'eau de Booz, dans l'ancienne province du Gévaudan. Ce château protégeant Banassac et La Canourgue dominait ainsi la route allant du Gévaudan vers le Rouergue.

## Histoire

Les armes des Montferrand

Le château de Montferrand était la propriété et le siège des comptors de Montferrand, ayant sensiblement le même  pouvoir que celui des autres barons du Gévaudan, et possédant un droit d'entrée pour les États particuliers. Les comptors étaient seigneurs sur le mandement de Saint-Germain-du-Teil.
C'est dans ce château que naquit Amphélise de Montferrand, aussi appelée sans doute à tort Amphélise de Sabran, mère du pape Urbain V.

### Sources et références
1. 1 2  (fr) « Montferrand », sur La Canourgue (consulté le 14 mars 2010)